# True Blood (3.ª temporada)
A terceira temporada de True Blood estreou em 2010.

## Episódios
| Temporada # | Total # | Título                            | Dirigido por         | Escrito por                      | Estreia              | Audiência em milhões (EUA) |
| --- | ------- | --------------------------------- | -------------------- | -------------------------------- | -------------------- | -------------------------- |
| 1 | 25      | "Bad Blood"                       | Daniel Minahan       | Brian Buckner                    | 13 de Junho, 2010    | 5.1                        |
| Sookie procura Eric para ajudar a encontrar Bill, Andy encoraja Jason a manter o rumo; Sam se reconecta com seu passado e Tara procura refúgio de seu sofrimento. |         |                                   |                      |                                  |                      |                            |
| 2 | 26      | "Beautifully Broken"              | Scott Winant         | Raelle Tucker                    | 20 de Junho, 2010    | 4.26                       |
| Sam testa a força dos laços de sua família. Tara encontra um aliado em um vampiro obscuro chamado Franklin Mott. Eric se lembra de seu passado. Russell Edgington, o vampiro rei de Mississippi, inventa um plano para consolidar seu poder. |         |                                   |                      |                                  |                      |                            |
| 3 | 27      | "It Hurts Me Too"                 | Michael Lehmann      | Alexander Woo                    | 27 de Junho, 2010    | 4.46                       |
| Em busca de Bill, Sookie vai para Jackson, Mississippi, na companhia de Alcide, um lobisomem guarda-costas atribuído por Eric para protegê-la. Jason fica distraído com seus exames de polícia. Bud chega ao fim da corda e Arlene lida com notícias inesperadas. Franklin encanta Tara, e tira Jessica de um atolamento. Eric lega um presente a Lafayette. Assombrado por visões de seu passado, Bill faz uma surpreendente promessa de fidelidade. |         |                                   |                      |                                  |                      |                            |
| 4 | 28      | "9 Crimes"                        | David Petrarca       | Kate Bernow & Elisabeth R. Finch | 11 de Julho, 2010    | 4.68                       |
| Sookie se junta a Alcide em uma festa de noivado de sua ex-noiva, Debbie Pelt. Bill “arruma o jantar” para Russell e Lorena. Sam faz um acordo com Tommy e seus pais. Andy recebe uma promoção e chama a atenção de Jason. Arlene se irrita com a chegada de Jessica no Merlotte's. É dado a Eric um prazo para localizar Bill. Franklin leva Tara para uma viagem. |         |                                   |                      |                                  |                      |                            |
| 5 | 29      | "Trouble"                         | Scott Winant         | Nancy Oliver                     | 18 de Julho, 2010    | 4.68                       |
| Sookie e Alcide vão ao encontro de um lobo alfa que é mestre do bando para pedir conselhos sobre como lidar com os servos de Russell. Jason encontra seu par perfeito em uma misteriosa garota chamada Crystal. Tara recebe uma proposta de Franklin, que conclui a sua missão para Russell. Lafayette descobre o significado da paciência com Jesus, o homem que cuida da sua mãe. Uma relíquia de família lembra Eric do seu passado e sua sede de vingança. Joe Lee quebra sua promessa feita a Sam e Tommy.                                                                         |         |                                   |                      |                                  |                      |                            |
| 6 | 30      | "I Got a Right to Sing the Blues" | Michael Lehmann      | Alan Ball                        | 25 de Julho, 2010    | 4.74                       |
| Menosprezada por Eric, Sookie teme o pior para Bill, cujo destino está agora nas mãos de Lorena. O romance de Jason com Crystal atinge um obstáculo, assim como Lafayette com Jesus. Alimentada por uma noite de paixão, Tara põe em prática um plano desesperado para evitar os avanços de Franklin. Depois de revelar seu plano para Eric, Russell faz uma visita à Louisiana, a fim de executar seu plano. Em Bon Temps, Tommy acha difícil deixar o ninho familiar. |         |                                   |                      |                                  |                      |                            |
| 7 | 31      | "Hitting the Ground"              | John Dahl            | Brian Buckner                    | 1 de Agosto, 2010    | 5.24                       |
| A tentativa de Sookie de salvar Bill tem consequências imprevisíveis. Enquanto isso, Jason procura a verdade sobre Crystal. Sam deve intervir quando Tommy se envolve em uma luta de cães, tudo graças à busca de Melinda e Joe Lee por dinheiro. E Russell ignora o Magistrado. |         |                                   |                      |                                  |                      |                            |
| 8 | 32      | "Night on the Sun"                | Leslie Linka Glatter | Raelle Tucker                    | 8 de Agosto, 2010    | 5.09                       |
| Enquanto Sookie deve repensar sobre sua relação com Bill, ele se reconcilia com Jessica. Russell decide o que vai fazer em seguida. Jason tenta salvar Crystal enquanto Ruby Jean faz uma visita surpresa a Lafayette. Uma garçonete nova começa no Merlotte. Eric coloca seu plano de vingança em ação. Sookie fica numa posição vulnerável. |         |                                   |                      |                                  |                      |                            |
| 9 | 33      | "Everything Is Broken"            | Scott Winant         | Alexander Woo                    | 15 de Agosto, 2010   | 5.00                       |
| A Emenda dos Direitos dos Vampiros está perto de ser ratificada, então Nan confronta Eric em Fangtasia sobre o paradeiro do Magistrado. Russell jura vingança contra todos os seus adversários vampiros e humanos. Bill descobre a verdade sobre a verdadeira identidade de Sookie. Jason fica contra Felton e Calvin para proteger Crystal. Arlene fica dominada por um sentimento de inutilidade sobre seu futuro enquanto Tara encontra um novo aliado, alguém que lhe causou dor no passado. Sookie se encontra com um membro da família. Hoyt revela seus verdadeiros sentimentos. |         |                                   |                      |                                  |                      |                            |
| 10 | 34      | "I Smell a Rat"                   | Michael Lehmann      | Kate Bernow & Elisabeth R. Finch | 22 de Agosto, 2010   | 5.39                       |
| Sookie é advertida sobre os perigos que ela terá que enfrentar. Memórias obscuras surgem para Sam. Arlene pede ajuda a Holly, enquanto Jason enfrenta coisas inesperadas com Tara e Crystal. O interesse de Jesus nas propriedades de V é estimulado. Russel promete infligir punição sobre seus inimigos. Depois de tomar precauções, Eric satisfaz um desejo. |         |                                   |                      |                                  |                      |                            |
| 11 | 35      | "Fresh Blood"                     | Daniel Minahan       | Nancy Oliver                     | 29 de Agosto, 2010   | 5.44                       |
| Bill quer ganhar de volta a confiança de Sookie, mas mais uma vez a traz para perto de perigo. Eric atenta Russell com o maior sonho dos vampiros. Jason tenta compreender o que ele descobriu sobre Crystal. Sam intimida a todos, menos Tara. Jessica e Hoyt elevam seu romance a um novo grau. Lafayette luta com novos demônios. |         |                                   |                      |                                  |                      |                            |
| 12 | 36      | "Evil Is Going On"                | Anthony Hermingway   | Alan Ball                        | 12 de Setembro, 2010 | 5.38                       |
| Sookie pensa em uma vida sem qualquer tipo de vampiros. Embora secretamente planejando uma vingança perfeita para Russell, Eric lida com o seu sentimento de certo e errado. A última ultrapassagem de fronteiras de Tommy deixa Sam furioso. Jason descobre uma nova vocação depois que ele avisa a família de cristal sobre um ataque potencial da droga. |         |                                   |                      |                                  |                      |                            |